# Mirsad Türkcan
Mirsad Türkcan (kyrillisch Мирсад Туркџан, * 7. Juni 1976 in Novi Pazar, Jugoslawien, als Mirsad Jahović, kyrillisch Мирсад Јаховић) ist ein türkischer Basketballspieler mit bosniakischen Wurzeln. Den Nachnamen Türkcan nahm er an, nachdem er sich in der Türkei einbürgerte.

## Karriere
Seine Profikarriere begann er 1993 in der Türkei, damals spielte er für Efes Pilsen Istanbul. Er gewann mit der Mannschaft dreimal die türkische Meisterschaft sowie 1996 den Europapokalwettbewerb Korać-Cup.
1999 wechselte er zu den New York Knicks (NBA) in die Vereinigten Staaten. Im Februar 2000 wurde er von New York aus dem Aufgebot gestrichen und kurz darauf vom Ligakonkurrenten Milwaukee Bucks verpflichtet. Er bestritt in der nordamerikanischen Liga insgesamt 19 Spiele, der Durchbruch gelang ihm in der NBA nicht. Im Dezember 2000 ging seine Zeit in Milwaukee zu Ende.
Im Januar 2001 wechselte er nach Frankreich zu Paris Basket Racing. Dort spielte er an der Seite von Tony Parker. Die Zeit in Paris nutzte Türkcan, um wieder mehr Einsatzzeit zu sammeln, als ihm das in den Vereinigten Staaten möglich gewesen war.
2001 wechselte Türkcan nach Russland und spielte dort für ZSKA Moskau. Dort wurde er in einer Mannschaft, die namhafte Spieler wie Gordan Giriček und Sachar Jurjewitsch Paschutin umfasste, einer der Führungsspieler. In der Euroleague wurde Türkcan als bester Spieler der Hauptrunde der Saison 2001/02 ausgezeichnet. Er hatte die Euroleague in diesem Spieljahr in der Reboundwertung (13.9 je Begegnung) angeführt. Er nahm anschließend ein Angebot von Mens Sana Basket Siena aus Italien an. Auch dort machte Türkcan mit guten Leistungen auf sich aufmerksam. Er wurde in der Euroleague-Saison 2002/03 als bester Spieler der Runde der besten 16 Mannschaften ausgezeichnet.
Türkcan kehrte 2003 zu ZSKA Moskau zurück und gewann mit der Mannschaft 2004 den russischen Meistertitel. 2004 verließ er ZSKA Moskau und wechselte zum Stadtrivalen Dynamo Moskau. 2005 kehrte er in die Türkei zurück und spielte dort für Ülkerspor. Mit Fenerbahçe Ülker, für das er von 2006 bis 2012 spielte, gewann Türkcan 2007, 2008, 2010 und 2011 die türkische Meisterschaft. In Anerkennung seiner Leistungen entschied der Verein, die von Türkcan getragenen Rückennummer 6 nicht mehr zu vergeben.
2001 gewann er mit der türkischen Nationalmannschaft Silber bei der Basketball-Europameisterschaft in der Türkei. Er nahm ebenfalls an den EM-Turnieren 1995, 1997, 1999, 2003 und 2005 sowie an der Weltmeisterschaft 2002 teil.
Nach dem Ende seiner Spielerlaufbahn wurde Türkcan im Fußball als Spielervermittler und -berater tätig. Zu seinen Klienten zählte er auch Edin Džeko.

## Privatleben
Mirsad Türkcan ist der ältere Bruder der Sängerin Emina Jahović. Am 18. Dezember 2005 heiratete Türkcan die damals 18-jährige Miss Serbien und Montenegro, Dina Džanković. 2012 ließ sich das Paar scheiden. Mit Dina Džanković hat Türkcan drei Kinder, einen Sohn und zwei Töchter.

## Erfolge

### Kluberfolge
- Korać-Cup (1996)
- Euroleague Final Four (2003, 2004)
- 8× Türkische Meisterschaft (1994, 1996, 1997, 2006, 2007, 2008, 2010, 2011)
- 6× Türkischer Pokal (1994, 1996, 1997, 1998, 2010, 2011)
- 5× Türkischer Super-Pokal (1993, 1996, 1998, 2006, 2007)
- Russische Meisterschaft (2004)

### Auszeichnungen
- Euroleague-Hauptrunden-MVP (2002)
- Euroleague Top 16 MVP (2003)
- All-Euroleague Team (2004)
- 2× All-Euroleague Second Team (2002–2003)
- 3× Bester Rebounder in der EuroLeague (2002, 2003, 2004)
- Bester Rebounder in der Italienischen Liga (2003)
- Bester Rebounder in der Russischen Liga (2005)